# فولوديمير تيكي
فولوديمير فيكتوروفيتش تيكي (بالأوكرانية: Володимир Вікторович Тихий)‏ ولد في 25 فبراير 1970 في شرفونوهراد، لفيف أوبلاست، جمهورية أوكرانيا الاشتراكية السوفياتية، هو مخرج أفلام وكاتب سيناريو أوكراني ومنتج أفلام وثائقية وأفلام روائية، وهو عضو في الاتحاد الوطني للمصورين السينمائيين في أوكرانيا، وحائز على جائزة تاراس شيفتشينكو الوطنية لأوكرانيا لعام 2018 عن سلسلة من الأفلام التاريخية والوثائقية حول ثورة الكرامة.

## سيرته
ولد فولوديمير في 25 فبراير 1970 في شرفونوهراد بمنطقة لفيف، بعد تخرجه من المدرسة الثانوية التحق بكلية شرفونوهراد للتعدين في عام 1987، من 1989-1991 عمل في الجيش السوفيتي في الطيران البحري، واستقر في بيلاروسيا.
في عام 1992 التحق بكلية الإخراج في معهد كاربينكو-كاري كييف الحكومي لفنون المسرح وتخرج منه في عام 1997، عمل في استوديوهات تلفزيون 1+1، دانابريش فيلم، وكان مديرًا للبرنامج الشهير في ذلك الوقت اس في شو مع فيركا سيردوتشكا.
بدأ حياته المهنية كمخرج للأفلام والمسلسلات التلفزيونية، ثم غيّر تركيزه إلى الأفلام الوثائقية وانتقل إلى صناعة الأفلام الروائية، وهو المخرج وكاتب السيناريو في معظم أفلامه، الاستثناء الوحيد هو فيلم الطريق السابع، حيث عمل تيكي كمؤلف مشارك للسيناريو فقط.
يعد تيكي أحد صانعي مشاريع أفلام المتسكعون وأرابيسك وأوكرانيا وداعا وبابيلون 13.
1. ↑  "Тихий Володимир Вікторович". مؤرشف من الأصل في 2018-07-29. اطلع عليه بتاريخ 2023-03-27.{{استشهاد ويب}}:  صيانة الاستشهاد: BOT: original URL status unknown (link)
2. ↑  ""Національна спілка кінематографістів України". مؤرشف من الأصل في 2022-11-22. اطلع عليه بتاريخ 2021-12-22.
3. ↑  "Про присудження Національної премії України імені Тараса Шевченка". مؤرشف من الأصل في 2023-03-06.
4. ↑  "Володимир Тихий замість жінки свариться з папугою". مؤرشف من الأصل في 2023-02-23.
5. ↑  "Кінопедагогічна діяльність М. Г. Іллєнка" (PDF). مؤرشف من الأصل في 2018-07-29. اطلع عليه بتاريخ 2023-03-27.{{استشهاد ويب}}:  صيانة الاستشهاد: BOT: original URL status unknown (link)
6. ↑  "Володимир Тихий". مؤرشف من الأصل في 2023-02-23.